# Elaeocarpus nervosus
Elaeocarpus nervosus är en tvåhjärtbladig växtart som beskrevs av Adolph Daniel Edward Elmer. Elaeocarpus nervosus ingår i släktet Elaeocarpus och familjen Elaeocarpaceae. Inga underarter finns listade i Catalogue of Life.